# Gobiella
Gobiella (лат.) — род вымерших пресноводных двустворчатых моллюсков из отряда Trigoniida. Отличается значительно от обычных пресноводных двухстворчатых моллюсков из континентальных бассейнов Азии скульптурой раковин, толстостенностью и замковыми зубами.
Таксон описан советским палеонтологом Гербертом Мартинсоном в 1975 году.